# Maison Jaillet
La maison Jaillet ou  Jayet  est une maison située à Paray-le-Monial, dans le département de Saône-et-Loire, en Bourgogne du Sud, France. Elle est aujourd'hui l'hôtel de ville de la ville. Cette maison de style renaissance date du XVIe siècle et fait l’objet d’un classement au titre des monuments historiques en 1875.

## Situation
La maison est située face l'ancienne église Saint-Nicolas, dont il ne reste qu'une partie car elle fut détruite dans les années 1850.

## Histoire
La maison est construite de 1525 à 1528 par Pierre Jayet, marchand drapier de serges, alors âgé de 38 ans. Ce riche marchand, huguenot, avait la volonté d'affirmer son statut social.     
La maison Jayet est achetée en 1857, à Monsieur Ribalier, son propriétaire depuis de nombreuses décennies, par la commune alors sous l'administration d'Hyacinthe Maublanc de Chiseuil, maire. La maison devient l'Hôtel de ville en 1858. La nécessité de dégager la façade de l'Hôtel de ville et d'élargir la route impériale n°79 entraînent la démolition partielle de l'église Saint-Nicolas dans les années suivantes.
Le toit est refait en 2015.

## Description
La façade de pur style Renaissance est ornée, à chaque étage, de médaillons décoratifs, sculptés dans la pierre. Pierre Jayet et sa femme sont représentés. Les motifs sont des emblèmes du Moyen Âge, des figures de chevaliers, les portraits des rois jusqu'à François 1er.

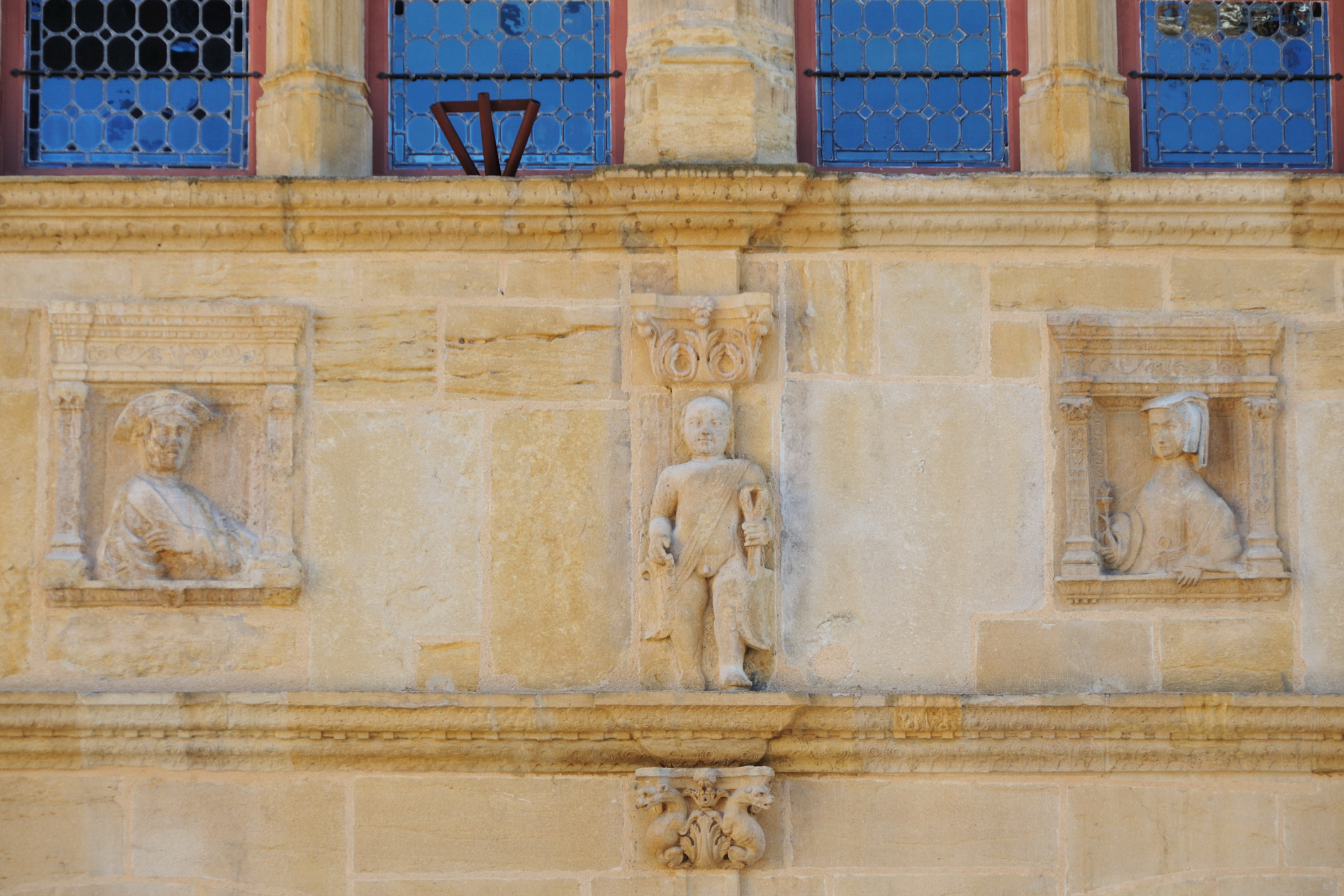
Sculptures de Pierre Jayet et de son épouse.